# George Scott Graham

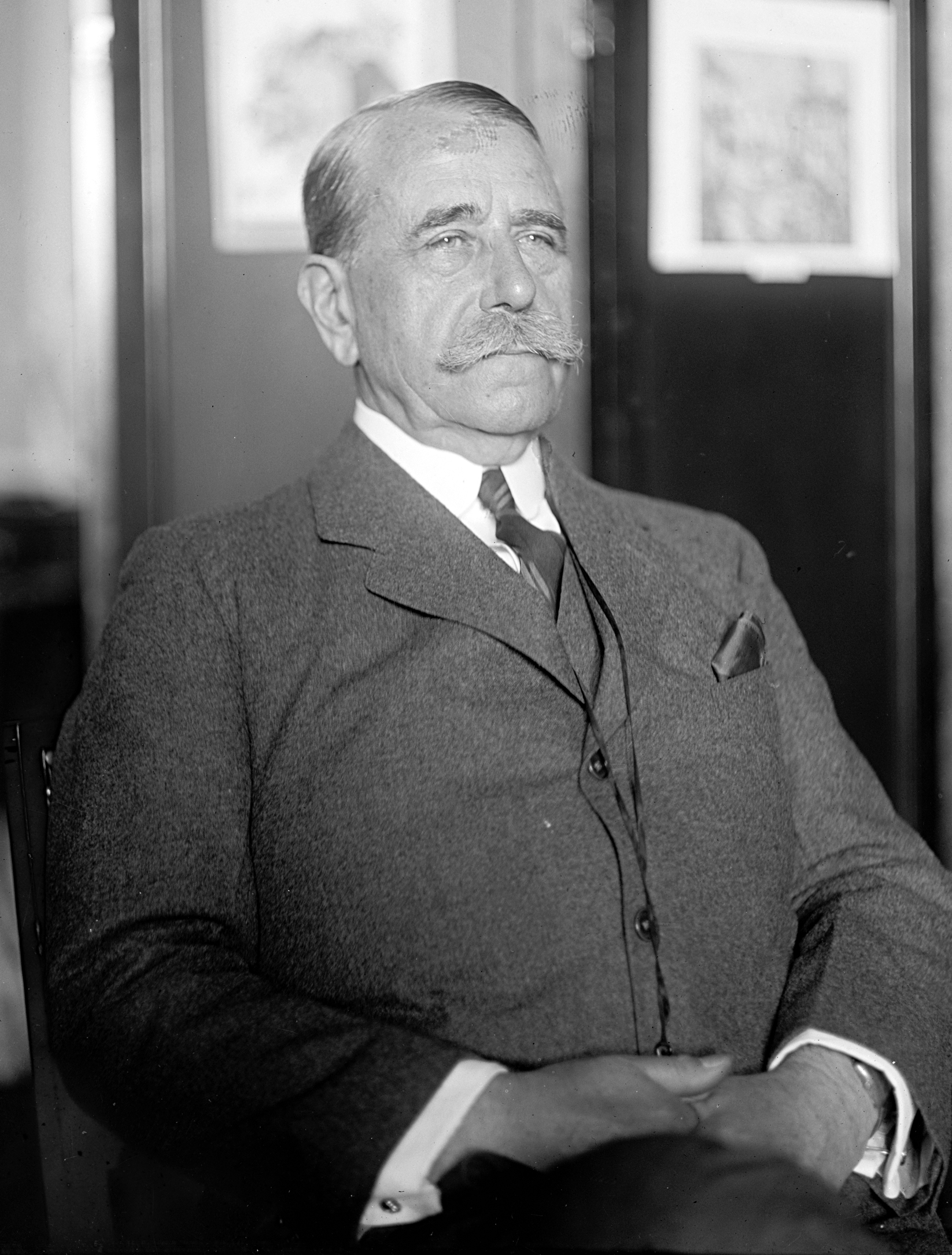
George Scott Graham

George Scott Graham (* 13. September 1850 in Philadelphia, Pennsylvania; † 4. Juli 1931 in Islip, New York) war ein US-amerikanischer Politiker. Zwischen 1913 und 1931 vertrat er den Bundesstaat Pennsylvania im US-Repräsentantenhaus.

## Werdegang
George Graham besuchte die öffentlichen Schulen seiner Heimat. Zeitweise wurde er auch privat unterrichtet. Nach einem anschließenden Jurastudium an der University of Pennsylvania und seiner 1871 erfolgten Zulassung als Rechtsanwalt begann er in Philadelphia in diesem Beruf zu arbeiten. Gleichzeitig schlug er als Mitglied der Republikanischen Partei eine politische Laufbahn ein. Zwischen 1877 und 1880 saß er im Stadtrat von Philadelphia. Zwischen 1880 und 1899 war er Bezirksstaatsanwalt im Philadelphia County. Anschließend praktizierte er in Philadelphia und New York City wieder als Rechtsanwalt. Von 1887 bis 1898 war er neben seiner Tätigkeit als Staatsanwalt auch Professor für Kriminalrecht an der University of Philadelphia. In den Jahren 1892 und 1924 nahm er als Delegierter an den jeweiligen Republican National Conventions teil.
Bei den Kongresswahlen des Jahres 1912 wurde Graham im zweiten Wahlbezirk von Pennsylvania in das US-Repräsentantenhaus in Washington, D.C. gewählt, wo er am 4. März 1913 die Nachfolge von William S. Reyburn antrat. Nach neun Wiederwahlen konnte er bis zu seinem Tod am 4. Juli 1931 im Kongress verbleiben. Seit 1923 war er Vorsitzender des Justizausschusses. In seine Zeit als Kongressabgeordneter fielen unter anderem der Erste Weltkrieg und der Beginn der Weltwirtschaftskrise im Jahr 1929. Außerdem wurden der 16., der 17., der 18. und der 19. Verfassungszusatz ratifiziert.
George Graham wurde auf dem Woodlawn Cemetery in New York City beigesetzt.